# Sämund Frode
Sämund Frode ('Sämund den lärde'), egentligen Sæmundr Sigfússon, 1056-1133, var en isländsk präst och lärd. Han studerade på kontinenten och var Islands förste historieskrivare; hans verk har dock gått förlorat.

## Biografi
Sämund studerade i Paris på 1070-talet. Efter faderns död blev han hövding och präst på släktgården Odde. Där grundade han en prästskola. Han skrev en krönika på latin över Norges kungar, och med viktiga händelser på Island införda. Denna nyttjades av senare historieskrivare, och användes som underlag för Fagrskinna. Sämund troddes även länge ha nedtecknat den Äldre eddan.

## Sägner om Sämund
På Island skapades sägner om Sämunds parisstudier. Enligt dessa ska han ha varit elev i den "svarta skolan" och haft djävulen själv till lärare. Till djävulen ska han ha lämnat sin skugga i pant, och därefter var Sämund utan skugga.
En annan sägen var att han på hemresan från Paris led skeppsbrott, men red i land på djävulen i gestalt av en tumlare (eller säl). Denna slog han sedan ihjäl med en psalmbok, varigenom han undgick kravet att överlämna sin själ.
En tredje sägen var att djävulen besökte Sämund på Odde, och att de då tävlade med varandra i skaldediktning.